# Christine Palmiéri
Pour les articles homonymes, voir Palmieri.
Christine Palmiéri, d’origine française, est née à Casablanca, au Maroc, et vit au Québec (Canada) depuis de nombreuses années. Elle est une artiste multidisciplinaire, à la fois peintre, vidéaste, photographe, poète, mais aussi critique, commissaire d'exposition et théoricienne de l’art.

## Biographie
Christine Palmiéri a fait ses études à l’École des Beaux-Arts de Casablanca[réf. nécessaire] puis à l’Université du Québec à Montréal, où elle a obtenu un doctorat et un postdoctorat en Études et Pratiques des Arts[réf. nécessaire].
Sa carrière en arts visuels l’a conduite à participer à de nombreuses expositions collectives et individuelles tant au Canada qu’à l’étranger (France, Italie, Mexique, Brésil, Etats-Unis)[réf. nécessaire], où elle a présenté le plus souvent des installations multidisciplinaires. 
Ses œuvres interrogent les mythes qu’elle rencontre au quotidien mais qui hantent les êtres et les cultures du monde entier. Utilisant des techniques traditionnelles et les nouvelles technologies médiatiques, elle élabore des installations et des environnements où se côtoient des artefacts aussi primitifs que des ossements ou des objets triviaux et des dispositifs visuels et sonores interactifs qui intègrent aussi des photographies, des vidéos, des peintures murales etc. Elle puise dans le creuset des origines et de la genèse du monde, qu’elle étend jusque dans le futur, en une démarche visionnaire où le corps apparaît augmenté, manipulé, transfiguré . De cet univers quasi-fabuleux se déploie un monde hybride entre manipulations scientifiques et rituels ancestraux. 
Ses œuvres poétiques poursuivent quant à elles une quête mémorielle en fracassant les frontières spatiales et temporelles comme les tabous que la conscience érige sur les émotions enfouies, qui finissent toujours par remonter sous forme de chants, d’airs, de rythmes. Des récits poétiques en rafales, des histoires au cœur de ce pays lointain qui l’a vue naître, "sa parole arquée au-dessus des confidences" comme l'a écrit Hugues Corriveau . Une poésie variée, parfois narrative, parfois plus abstraite, mais toujours singulière comme le rapporte le même critique "Cette très belle écriture nous dévoile une rare poète." 
Elle a toujours considéré l’art comme une pratique intrinsèquement hybride qui lui permet de dissoudre les catégories afin d’explorer, les limites physiques, intellectuelles et matérielles de l’art.
En plus d'avoir été commissaire d'exposition, elle a également enseigné dans des universités francophones et anglophones[réf. nécessaire]. Elle donne des conférences dans des institutions artistiques et universitaires[réf. nécessaire].

## Expositions (choix)
- Énergie rose, 2024, Palais des congrès, Trois-Rivières
- Le début ou la fin  , 2021, La loge, Saint-Jean-sur-Richelieu
- Débordement I et II, 2019, La loge, espace photo, Saint-Jean-sur-Richelieu
- Cour du palais, 2016-2026, Musée à ciel ouvert, Ville de Saint-Lambert
- Miroir-Mémoire, 2015, Maison de la culture de Parc Extension, Montréal
- L’être des forêts, 2013, CRANE Lab, Château de Chevigny, France
- L’être des objets , 2010, Centre GRAVE
- 7 jours de re-création , 2008, Musée de Qeretaro, Mexique
- Lumière bleue, 2008, Fusion Arts Museum, New York
- La main, 2008, Musée Amérindien de Mashteuiatsh
- Le corps écranique, 2005, L'œuvre de l'autre, Galerie de l'UQAC
- Biotechnologie-manipulations, 2004, Maison des Arts de Laval

- Le bain, 2002 , Expression, Saint-Hyacinthe [3]
- Sens interdit, 2000, Maison de la Culture Mont-Royal[1]

- Interface et sensorialité, 2000, Galerie du centre de Design, de l'UQAM
- Néant compulsif 2 , 2000, Galerie Verticale, Laval
- Folktales of an absent Art, Cantieri Culturali alla Zisa, Palerme (Sicile)
- Folktales of an absent Art, 1999, Canadian Studies Center, Bologne
- L'état des choses , 1999, Espace D., Belgo, Montréal
- Ut natura et machina poesis, 1999, Espace D., Belgo, Montréal
- Du phénomène de la monstruosité , 1999, Espace D. Belgo, Montréal
- Nuage rouge, 1999, Espace D., Montréal

- Mue de mémoires , 1998, Galerie Reis Rei, Limoges[2]

- Le désespoir des marées, 1996, Fondation Camargo, Cassis
- Le crache-coœur, 1995, Centre du Gésù, Montréal
- Espace électrique, 1986, Galerie 101, Ottawa
- Cris, gestes, délire, 1986, Université du Québec à Montréal
- Femme-Force, 1987, Musée Nationale des Beaux-Arts du Québec
- Renaissance, 1986, Musée des Beaux-Arts de Montréal

## Poésie
- L’éternité n’est jamais loin, Montréal,  Mains libres, 2023, 162 pages,  (ISBN 9782925197324)
- Six mille et deux nuits sous un ciel d'orient, Montréal, L’Hexagone, 2011, 136 pages,  (ISBN 9782890069336)
- Un gant pour une vie, Trois-Rivières, Éd. Les Écrits des Forges, 2000, 88 pages  (ISBN 9782890465718)

## Collectifs
- « Fiction du temps », dans L’aventure générale. Alain Fleischer, Coll., CentQuatre, Paris, 2020
- « Le chantier des croix » dans Du vide au silence, coll., Éd. Vermillon, 2001, Ottawa
- « Entre terre et ciel » dans Le 11 sept. des poètes, coll., Trait d'Union, 2002, Montréal
- « L’heure grise » dans D’une lettre à l’autre, Écrits des Forges, Coll., 2005
- « Rouge fusain 1 » dans Os brûlé 1 », La clignotante, Saguenay, Coll., 2007
- « Rouge fusain 2 » dans La parole en puissance, VLB Éditeur, Coll., 2008
- « Main noire » dans Os brûlé 2, La clignotante, Saguenay, Coll., 2009

## Anthologie de poésie
- « L'heure grise », Décharge 110, Le dé bleu, 2001, Chaillé sous les ormeaux, France
- « L'eau des fenêtres », Estuaire, poésie québécoise,1999, Luxembourg
- « Le miroir d'Abel », Lieux d'Être, anthologie de poésie québécoise, 1999, Paris

## Prix et distinctions
- 1er Prix de design graphique : The Alcuin Citation for Excellence in Book Design in Canada (1995) pour illustrations et conception du livre de poésie Le corps pain: l'âme vin de Pierre Ouellet[8]
- Coup de cœur de Fernande Saint-Martin, Vie des Arts (1996)[réf. nécessaire]
- Choisie pour le 375e anniversaire de Montréal, CALQ (2017)[réf. nécessaire]